# ニコニコフライデー
『ニコニコフライデー』は、2011年12月2日から2014年3月28日までエフエム山口 (FMY) で放送されていたラジオ番組である。
エフエム山口が『ONCE』金曜放送分のネットを打ち切って開始した昼のワイド番組で、毎週金曜 11:30 - 12:55（日本標準時）に放送。この時間帯に放送されていた『ランチタイムブレイクSkip×Skip×Skip』が2008年3月に終了して以来の自社製作番組となった。正式名称は『nico2 Friday supported by au』で、KDDIがスポンサーに付いていた。
番組は、毎回山口県内のランチスポットとau関連の情報を紹介していた。また、前期にはつばさレコーズ所属のミュージシャンについての、後期には海外のミュージシャンについての特集コーナーも設けていた。パーソナリティは築地雄太郎と大畠寛美が務めていた。

## タイムテーブル
- 11:40 プレミア☆ニコフランチ
- 11:55 ニュース
- 12:10 World Star Music（2013年4月から実施）
- 12:31 ニコフラチョイス オトクでいいね！auもね！（2013年5月から実施）
- 12:47 au占い ハピハピHAPPY（2013年4月から実施）